# Bechuanalandia
El Protectorado de Bechuanalandia (en inglés: Bechuanaland Protectorate, o BP) fue un protectorado establecido en 1885 por Reino Unido en el área de lo que hoy día es Botsuana, país que se independizó en 1966.
Bechuanalandia quiere decir «país de los Bechuana» (escrito modernamente como batsuana o tsuana).

## Historia y origen de Bechuanalandia
Durante el reparto de África el territorio de los tsuana fue dividido en dos. La parte sur, al sur del río Molopo, se convirtió en la colonia británica de Bechuanalandia, que más tarde pasó a formar parte de la colonia de El Cabo y se encuentra actualmente en Sudáfrica. Esta es el área alrededor de la ciudad de Mafikeng (entonces llamada "Mafeking"). El protectorado de Bechuanalandia tenía en su apogeo en 1904 una superficie estimada de 225.000 millas cuadradas y una población de aproximadamente 120.776 habitantes, como resultado de la ampliación hacia el norte en 1890. 
En 1882 la Bechuanalandia británica en ese entonces con un área de 51,424 millas cuadradas y una población de 84.210 habitantes; sufrió la secesión de dos estados Bóer, Stellaland y Goshen, aunque ambos fueron sometidos nuevamente bajo control británico, en pocos años. En 1891 la Unión Aduanal de África del Sur se extendió a la Bechuanalandia británica, y en 1895 el protectorado fue anexado a la Colonia de El Cabo. 
El gobierno británico había previsto originalmente entregar la administración del protectorado a Rhodesia o a Sudáfrica, pero la oposición tsuana abandonó el protectorado británico hasta la independencia en 1966. 
El territorio de Bechuanalandia era técnicamente un protectorado y no una colonia. Originalmente, los jefes tsuana goberbaban el territorio, y la administración británica se limitaba a proteger las fronteras de Bechuanalandia contra otras empresas coloniales europeas. Pero el 9 de mayo de 1891 el Gobierno británico dio la administración del protectorado al Alto Comisionado para Sudáfrica, que empezó a nombrar funcionarios en Bechuanalandia, hecho que finalizó de facto la independencia de Bechuanalandia. 

### Límites

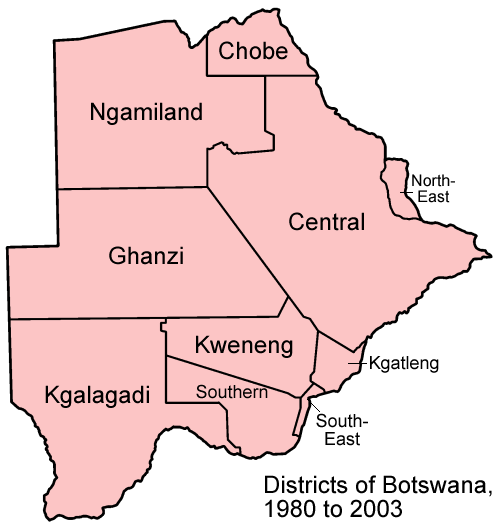
Mapa de las divisiones administrativas de Botsuana en 1980, donde se muestra la ubicación de la región de Ngamilandia.

El protectorado era administrado desde Mafikeng, convirtiendo a esta localidad en una especie de segunda capital en el África austral. En 1885, cuando se declaró el protectorado, se definió que Bechuanalandia limitaría al norte con la latitud de 22 ° sur; pero el límite norte del protectorado se definió definitivamente con la anexión de Ngamilandia, que fue anexionada al territorio tsuana el 30 de junio de 1890. 
Esté hecho fue formalmente reconocido por el vecino régimen colonial alemán al día siguiente por el artículo III del tratado de Heligoland-Zanzíbar , que definió el límite occidental del protectorado británico de Bechuanalandia con la colonia alemana de África del Sudoeste, además este tratado declaró la creación del corredor de Caprivi, en la actualidad parte de Namibia. 
En el tratado también se delimitó el área de influencia alemana bajo las siguientes condiciones: 
- al sur, por la línea que comienza en la desembocadura del río Orange y continúa por el norte de su ribera hasta su intersección con el punto 20° de longitud este;

- al este, con la línea que comienza en el punto antes mencionado y sigue la línea de los 20° de longitud este hasta su intersección con el punto 22° de latitud sur;

- al norte, siguiendo la línea trazada desde este grado de latitud hacia el este hasta su intersección con los 21° de longitud este, siguiendo este rumbo hacia el norte hasta su intersección con los 18° de latitud sur, corriendo a lo largo de esta latitud hacia el este hasta su intersección con el río Chobe. Descendiendo la vaguada del canal principal hasta su confluencia con el río Zambeze, donde desemboca;

En virtud de este tratado, la colonia alemana tendrá libre acceso al Zambeze por medio de una franja de tierra de al menos veinte millas inglesas de ancho en promedio. El área de influencia británica está limitada al oeste y noroeste por la línea descrita anteriormente, e incluye el área alrededor del lago Ngami. Los funcionarios británicos no arribaron a la región del lago Ngami (Ngamilandia) hasta 1894. 
El Acta de Repartición de Tierras del Tati, promulgada el 21 de enero de 1911 transfirió el control del nuevo territorio oriental al Protectorado: 

Los límites del distrito que son los siguientes: Desde el nacimiento del río Shashe hasta su cruce con los ríos Tati y Ramokgwebana, siguiendo la ribera del Ramokgwebana desde su nacimiento hasta el punto antes mencionado.

Este territorio fue reclamado por Matabeleland. En 1887 Samuel Edwards obtuvo concesiones mineras en el área por parte de Cecil Rhodes, y en 1895 la Compañía Británica del África Austral intentó comprar el territorio, pero tres jefes tsuana viajaron a Londres para reclamar, y lograron evitar la adquisición. Este territorio constituye el moderno distrito nororiental de Botsuana.

### Administración
El protectorado de Bechuanalandia fue uno de los "territorios del Alto Comisionado", los otros fueron Basutolandia (actualmente Lesoto) y Suazilandia. La administración de estos territorios recaía en las oficinas del Alto Comisionado. El título de gobernador fue originalmente otorgado originalmente al Gobernador de la Colonia de El Cabo, y luego al Gobernador General de Sudáfrica, y luego a diferentes embajadores y comisionados de Sudáfrica hasta la independencia de Botsuana. En cada territorio había un comisionado residente, quienes cumplían las mismas funciones de un gobernador, pero con un poco menos de autoridad.